# Lubowid
Lubowid – staropolskie imię męskie, zrekonstruowane na podstawie nazwy miasta Lubowidz i wsi Lubowidza oraz jeziora Lubowidzkiego, złożone z członów Lubo- ("miły, luby, kochany") i -wid ("widzieć", ale może od widz - "sługa, posłaniec").
Lubowid imieniny obchodzi 13 czerwca.